# 월드 사이버 게임즈 2011
월드 사이버 게임즈 2011(World Cyber Games 2011)은 2011년 12월 8일부터 11일까지 대한민국 부산광역시에서 개최된 e스포츠 대회이다. 2003년 이후 8년 만에 대한민국에서 개최하는 것이기도 하다. 10년 동안 정식 종목이었던 스타크래프트: 브루드 워 대신 스타크래프트 II: 자유의 날개를 정식 종목으로 채택하였고, 스페셜포스도 정식 종목으로 채택한 대회이다.
특히 아프리카의 나미비아대표로 출전한 사이 엔콰니의 경우 부시맨으로 유명한 니카우의 조카로 알려져있다.
월드 사이버 게임즈 2011은 대한민국이 금메달 4개를 획득해, WCG 역대 최대 금메달 개수를 기록하였다.

## 정식 종목

### PC 게임
- FIFA 11
- 스타크래프트 II: 자유의 날개
- 워크래프트 III: 프로즌 쓰론
- 리그 오브 레전드
- 스페셜포스
- 카운터-스트라이크 1.6
- 크로스파이어
- 월드 오브 워크래프트: 대격변

### Xbox 360 게임
- 철권 6

### 모바일 게임
- 아스팔트 6: 아드레날린

### 프로모션 게임
- 로스트사가
- 던전앤파이터
- 캐롬 3D

## 결과
| 종목 및 메달                 | Gold             | Silver          | Bronze        | 4위              |
| 정식 종목                    |                  |                 |               |                  |
| FIFA 11                      | deto             | hom3r           | Lonewolf92    | Schiewe          |
| 스타크래프트 ll: 자유의 날개 | IM_Mvp           | iG.XiGua        | Empire.Kas    | RoX.KIS.Titan    |
| 워크래프트 lll: 프로즌 쓰론  | Panda.Lyn        | WE.GIGABYTE.Sky | EG.FLY100     | wx.hawk          |
| 리그 오브 레전드             | CDE              | Gameburg        | Counter-Logic | Jerome_NEGGRET   |
| 스페셜포스                   | Annul            | AMOTEL          | WAYISPIDER    | US_Opt           |
| 카운터 스트라이크 1.6        | Again            | SK Gaming       | Moscow_5      | Team_Kazakhstan  |
| 크로스파이어                 | Liaoning_Dongjia | HAMMERTIME      | ruLegends     | Team_Canada      |
| 철권 6                       | NOBI             | dejavu          | JDCR          | Yuu              |
| 월드 오브 워크래프트: 대격변 | OMG              | KimChi_Man      | Anarchy_DKP   | Team_Italy       |
| 던전 앤 파이터               | Jeongsangcheon   | YEMENQIU        | cjh1025       | QiWu             |
| 던전 앤 파이터 (Team)        | Dream Team       | Bixu Heima      |               |                  |
| 로스트사가                   | Team_Korea       | The_Foot_Clan   | Fire_Cyber    | Team_Spain_LS\|- |
| 캐롬 3D                      | InmORtall        | Diieego         | HI_ISTLER     | TwinS_KluB       |
| 아스팔트 6: 아드레날린       | IPE-Dark         | SOFt            | PLANET        | slyfoxlover      |

## 순위
| 나라명         | 금메달 | 은메달 | 동메달 |
| -------------- | ------ | ------ | ------ |
| 대한민국       | 4      | 2      | 1      |
| 폴란드         | 1      | 2      | 1      |
| 중화인민공화국 | 1      | 2      | 1      |
| 미국           | 1      | 1      |        |
| 중화민국       | 1      |        | 2      |
| 일본           | 1      |        |        |
| 독일           | 1      |        |        |
| 스웨덴         |        | 1      |        |
| 태국           |        | 1      |        |
| 브라질         |        | 1      |        |
| 러시아         |        |        | 2      |
| 우크라이나     |        |        | 1      |
| 이탈리아       |        |        | 1      |
| 캐나다         |        |        | 1      |